# Sokhna Galle
Sokhna Galle (ur. 23 kwietnia 1994) – francuska lekkoatletka specjalizująca się w trójskoku.
Po zajęciu drugiego miejsca w kwalifikacjach kontynentalnych pojechała w 2010 roku na igrzyska olimpijskie młodzieży, podczas których wywalczyła srebrny medal. W 2011 została mistrzynią świata juniorów młodszych. Uczestniczka meczów międzypaństwowych oraz medalistka mistrzostw Francji w różnych kategoriach wiekowych (na stadionie i w hali). 
Rekordy życiowe: stadion – 13,42 (6 lipca 2011, Lille Metropole); hala – 13,38 (8 lutego 2015, Eaubonne). 

## Osiągnięcia
| Rok  | Impreza                                                    | Miejsce         | Pozycja           | Wynik |
| ---- | ---------------------------------------------------------- | --------------- | ----------------- | ----- |
| 2010 | Kwalifikacje europejskie do igrzysk olimpijskich młodzieży | Moskwa          | 2. miejsce        | 12,98 |
| 2010 | Igrzyska olimpijskie młodzieży                             | Singapur        | 2. miejsce        | 13,04 |
| 2011 | Mistrzostwa świata juniorów młodszych                      | Lille Metropole | 1. miejsce        | 13,62 |
| 2011 | Letni olimpijski festiwal młodzieży Europy                 | Trabzon         | 2. miejsce        | 13,11 |
| 2013 | Mistrzostwa Europy juniorów                                | Rieti           | el. – 15. miejsce | 12,67 |